# Anel de Armazenamento de Elétrons de Cornell

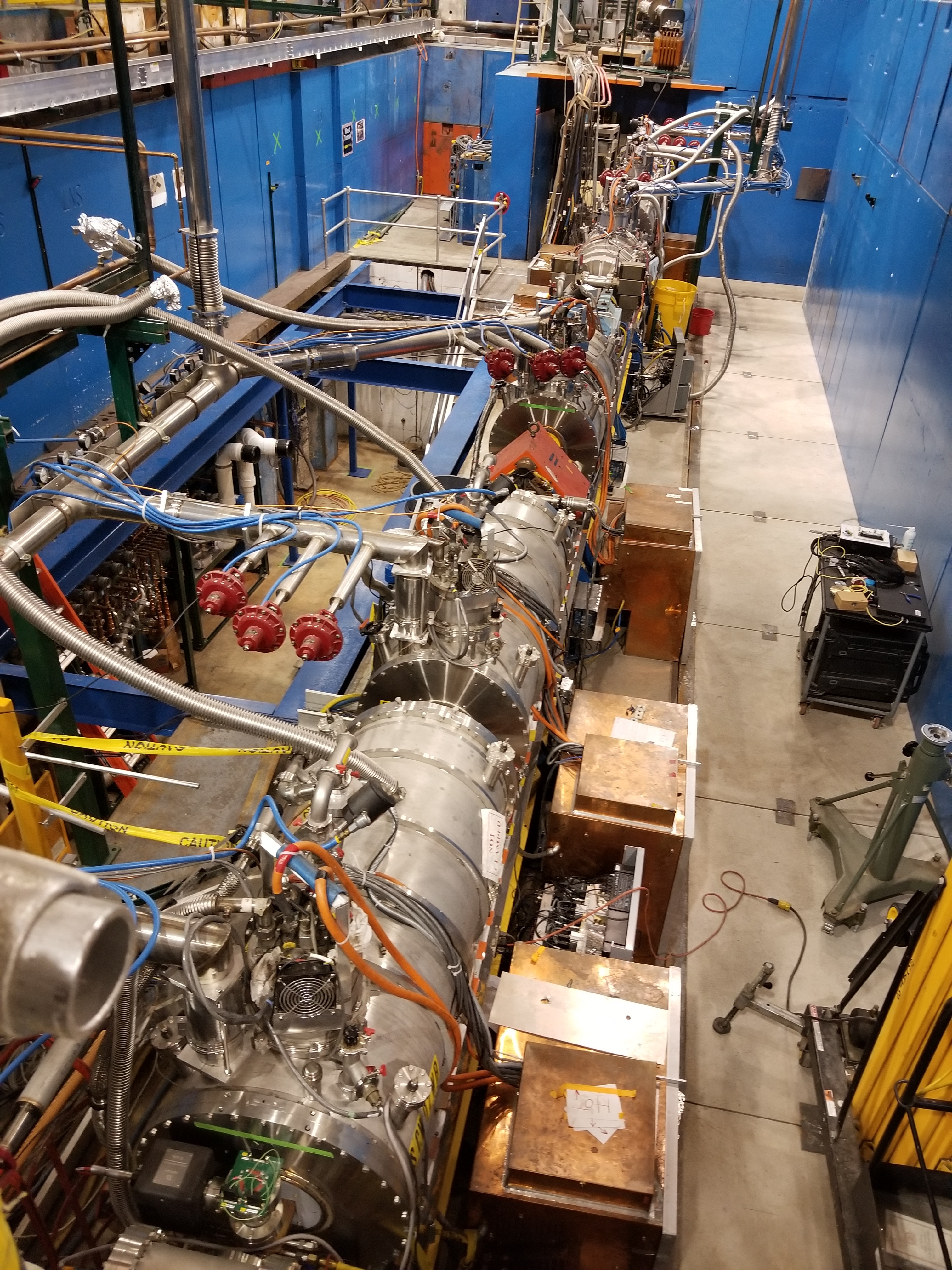
Uma secção da linha do feixe do CESR.

O Anel de Armazenamento de Elétrons de Cornell (CESR) pronuncia-se César (em inglês), é um acelerador de partículas operado pela Universidade de Cornell e localizado a 12 metros abaixo de um campo de futebol em seu campus em Ithaca. O acelerador contribuiu para a pesquisa fundamental em física de alta energia e física de aceleradores, bem como física de estado sólido, biologia, história da arte e outros campos através de seu uso como fonte de luz síncrotron. Por muitos anos, CESR deteve o recorde mudial de luminosidade para colisões de elétron-pósitron.